# Касрашвили, Маквала Филимоновна
Маква́ла Филимо́новна Касрашви́ли (груз. მაყვალა ქასრაშვილი; род. 13 марта 1942) — советская, грузинская и российская оперная певица (сопрано). С 1966 года — солистка Большого театра. Народная артистка СССР (1986). Лауреат Государственной премии РФ (1997) и Государственной премии Грузинской ССР имени З. Палиашвили (1983).

## Биография
Маквала Касрашвили родилась 13 марта 1942 года в городе Кутаиси (ныне в Грузии) в семье служащих.
С 1956 по 1960 год училась в Кутаисском музыкальном училище на вокальном отделении. В 1966 году окончила Тбилисскую консерваторию имени В. Сараджишвили (класс В. А. Давыдовой). В 1964 году в Оперной студии консерватории исполнила партию Эвридики в опере К. В. Глюка «Орфей и Эвридика».
В феврале 1966 года, после прослушивания была принята в стажёрскую группу Большого театра (Москва). Дебютировала на сцене театра в партиях Прилепы в опере «Пиковая дама» П. И. Чайковского и Микаэлы в опере Ж. Бизе «Кармен».
В 70-х годах получила международное признание. Выступала в Польше на музыкальном фестивале «Варшавская осень», в Болгарии — на сцене Оперного театра Пловдива (постановка оперы «Евгений Онегин» П. И. Чайковского). В Чехословакии на сценах Праги и Братиславы участвовала в постановках опер «Евгений Онегин» и «Пиковая дама» П. И. Чайковского. Вместе с труппой Большого театра участвовала в гастролях театра в Монреале, Милане, Нью-Йорке. В 1975 году, в Метрополитен-опера (Нью-Йорк) пела партию Татьяны в опере «Евгений Онегин» П. И. Чайковского.
В 80-х годах четыре сезона работала в театре Ковент-Гарден в Лондоне, где под неё были поставлены оперы В. А. Моцарта «Дон Жуан» и «Милосердие Тита». В 1983 году, в Финляндии на Савонлиннском фестивале дебютировала в партии Сантуццы в опере «Сельская честь» П. Масканьи и в партии Елизаветы в опере Дж. Верди «Дон Карлос». В Мюнхене (Германия) дебютировала в партии Аиды в одноимённой опере Дж. Верди. Участвовала в постановках этой оперы в Баварской опере, Венской опере и Арене ди Верона. Также выступала и как камерная певица на фестивалях Камерной музыки во Франции вместе с оркестром «Виртуозы Москвы» под руководством В. Т. Спивакова.
В 90-е годы вновь приняла участие в гастролях Большого театра в Нью-Йорке, исполнив партии Иоанны в опере «Орлеанская дева» П. И. Чайковского и Войславы в опере «Млада» Н. А. Римского-Корсакова. В 1996 пела партию Хризотемиды («Электра» Р. Штрауса) в Канадской опере (Торонто). Сотрудничала с Мариинским театром (Ортруда в «Лоэнгрине» Р. Вагнера (1997), Иродиада в «Саломее» Р. Штрауса (1998)). В Карнеги-холл (Нью-Йорк) участвовала в концертном исполнении опер «Князь Игорь» А. П. Бородина и «Пиковая дама» П. И. Чайковского. Вместе с Молодёжным оркестром Европейского союза под управлением М. Л. Ростроповича приняла участие в гастролях по Европе — Бирмингеме, Лондоне, Ницце, Мадриде — исполнив «Военный реквием» Б. Бриттена.

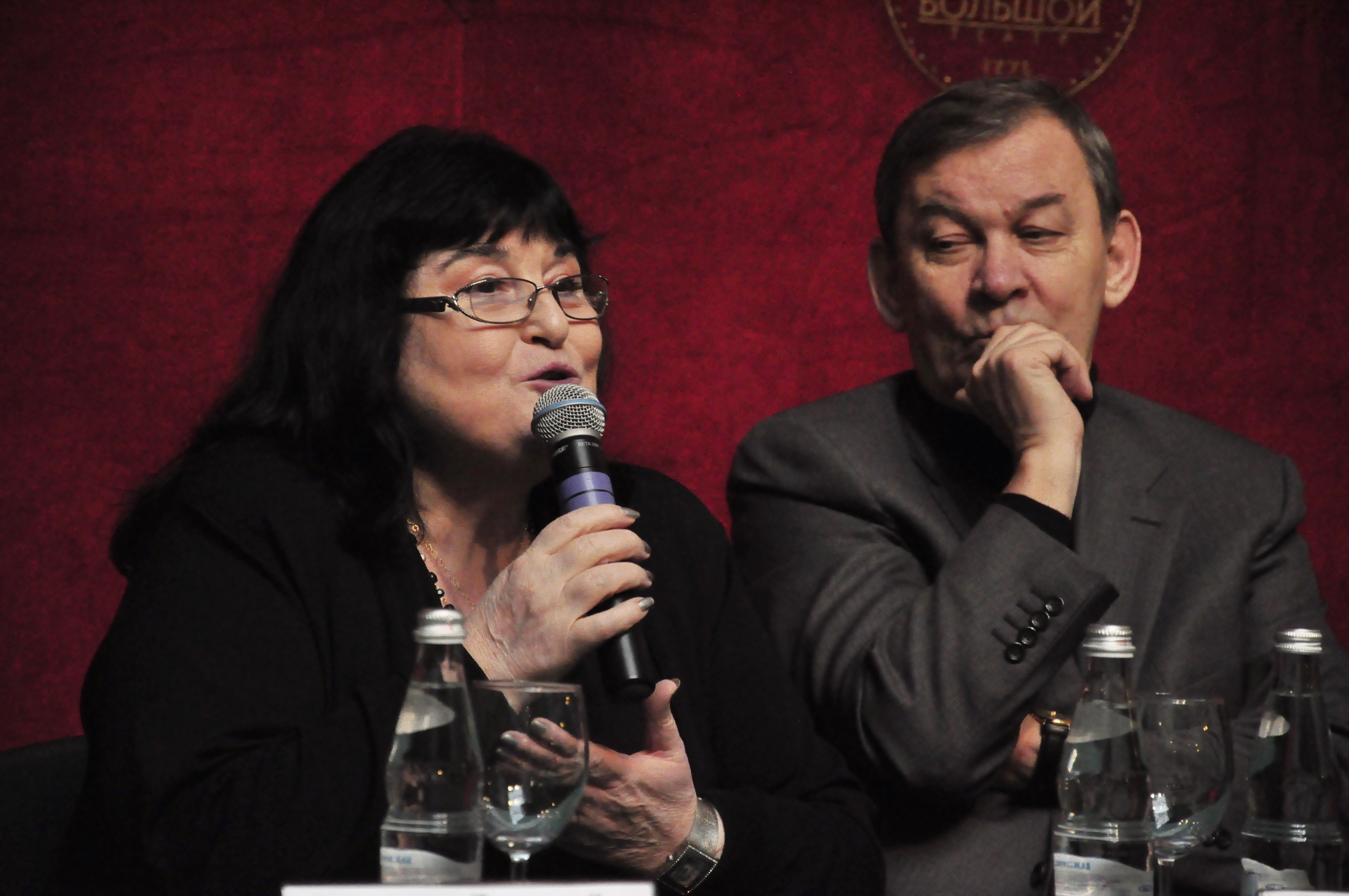
Маквала Касрашвили и директор Большого театра Владимир Урин на пресс-конференции посвященной 50-летию творческой деятельности Елены Образцовой, 2013

Как приглашенная звезда выступала на лучших оперных сценах мира: в Гамбургской государственной опере, Пражской национальной опере, Лирической опере Чикаго, Финской национальной опере, Опере Сиэтла, Вашингтонской национальной опере, Национальной академии Санта Чечилия, Венгерском оперном театре, Варшавском Большом театре, Большой опере Хьюстона, Норвежской национальной опере, Сеульском оперном театре, Театре Комунале (Болонья).
Выступала с Питсбургским симфоническим оркестром, Лондонским филармоническим оркестром, Монреальским симфоническим оркестром и Симфоническим оркестром Би-би-си, Новым филармоническим оркестром Японии в Токио, Симфоническим оркестром Осло.
Разнообразны её программы выступлений в России и других странах бывшего СССР. Это фестивали «Русская зима» и «Московские звёзды», фестивали, посвящённые П. И. Чайковскому в Воткинске и Ижевске, фестивали «Весна Ала-Тоо» во Фрунзе, «Янтарное ожерелье» в Калининграде, «Молодых оперных певцов» в Харькове, «Мелодии Советского Закавказья» в Грузии.
В репертуаре певицы, кроме арий из опер, произведения камерного (романсы П. И. Чайковского, С. В. Рахманинова, М. де Фальи и других композиторов, вокальные циклы на музыку Д. Д. Шостаковича: «Пять Сатир» на слова С. Чёрного, «Семь романсов» на стихи А. А. Блока, А. А. Ахматовой, духовная музыка с хоровым коллективом «Благовест») и кантатно-ораториального жанра (Маленькая торжественная месса Дж. Россини, Реквием Дж. Верди, «Военный реквием» Б. Бриттена, 14-я симфония Д. Д. Шостаковича, «Te Deum» А. Брукнера и др.).
Участвовала в качестве члена жюри в ряде международных вокальных конкурсов (им. Н. А. Римского-Корсакова, Е. В. Образцовой и др.).
С 2002 года — управляющая творческими коллективами оперной труппы Большого театра, с 2014 — помощник музыкального руководителя театра.
С 2013 года преподаёт в Центре оперного пения Галины Вишневской.

## Награды и звания
- Заслуженная артистка РСФСР (1975)[3].
- Народная артистка Грузинской ССР (1980)[4].
- Народная артистка СССР (1986).
- Государственная премия Грузинской ССР имени имени З. П. Палиашвили (1983)
- Государственная премия Российской Федерации в области литературы и искусства 1997 года (1998) — за партию Тоски в спектакле Большого театра «Тоска» Дж. Пуччини и концертные программы 1996—1997 годов[5].
- Орден «За заслуги перед Отечеством» III степени (29 июня 2018 года) — за большой вклад в развитие отечественной культуры и искусства, средств массовой информации, многолетнюю плодотворную деятельность[6].
- Орден «За заслуги перед Отечеством» IV степени (22 марта 2001 года) — за большой вклад в развитие отечественного музыкально-театрального искусства'[7].
- Орден Дружбы (16 октября 2006 года) — за заслуги в области культуры и искусства, многолетнюю плодотворную деятельность;[8].
- Медаль «В память 850-летия Москвы» (1997).
- Орден Чести (17 ноября 1997 года, Грузия) — за большой вклад в развитие и популяризацию оперного искусства и активную общественную деятельность[9][10].
- Благодарность Президента Российской Федерации (17 декабря 2011 года) — за большой вклад в реконструкцию, реставрацию, техническое оснащение и торжественное открытие федерального государственного бюджетного учреждения культуры «Государственный академический Большой театр России»[11]
- 1-я премия Закавказского конкурса музыкантов-исполнителей и певцов в Тбилиси (1964).
- 2-я премия Всемирного фестиваля молодёжи и студентов в Софии (1968).
- 2-я премия Международного конкурса исполнителей в Монреале (1973).
- Премия «Золотая Маска» «За выдающийся вклад в развитие театрального искусства» (2022)[12]

## Репертуар
- «Орфей и Эвридика» К. В. Глюка — Эвридика
- «Пиковая дама» П. И. Чайковского — Прилепа, Лиза
- «Кармен» Ж. Бизе — Микаэла
- «Свадьба Фигаро» В. А. Моцарта — Графиня
- «Тоска» Дж. Пуччини — Тоска
- «Фауст» Ш. Гуно — Маргарита
- «Каменный гость» А. С. Даргомыжского — Донна Анна
- «Псковитянка» Н. А. Римского-Корсакова — Ольга
- «Сказание о невидимом граде Китеже и деве Февронии» Н. А. Римского-Корсакова — Феврония
- «Трубадур» Дж. Верди — Леонора
- «Бал-маскарад» Дж. Верди — Амелия
- «Аида» Дж. Верди — Аида, Амнерис
- «Сельская честь» П. Масканьи — Сантуцца
- «Адриана Лекуврёр» Ф. Чилеа — Адриана Лекуврёр
- «Турандот» Дж. Пуччини — Турандот
- «Война и мир» С. С. Прокофьева — Наташа Ростова
- «Игрок» С. С. Прокофьева — Полина
- «Евгений Онегин» П. И. Чайковского — Татьяна
- «Иоланта» П. И. Чайковского — Иоланта
- «Семён Котко» С. С. Прокофьева — Любка
- «Франческа да Римини» С. В. Рахманинова — Франческа
- «Орлеанская дева» П. И. Чайковского — Иоанна
- «Млада» Н. А. Римского-Корсакова — Войслава
- «Отелло» Дж. Верди — Дездемона
- «Похищение луны» О. В. Тактакишвили — Тамар
- «Дон Жуан» В. А. Моцарта — Донна Анна
- «Милосердие Тита» В. А. Моцарта — Виттелия
- «Дон Карлос» Дж. Верди — Елизавета, Эболи
- «Князь Игорь» А. П. Бородина — Ярославна
- «Борис Годунов» М. П. Мусоргского — Марина Мнишек, Ксения
- «Андре Шенье» У. Джордано — Мадлен
- «Лоэнгрин» Р. Вагнера — Ортруда
- «Саломея» Р. Штрауса — Иродиада
- «Снежная королева» М. Р. Раухвергера — Герда
- «Электра» Р. Штрауса — Хризотемис
- «Нос» Д. Д. Шостаковича — Подточина
- «Москва-Черёмушки» Д. Д. Шостаковича — Вава

## Дискография
- 1976 — Арии из опер, дирижёр М. Ф. Эрмлер, фирма «Мелодия» (серия «200 лет Большому театру»)
- 1977 — «Франческа да Римини» С. В. Рахманинова, дирижёр М. Ф. Эрмлер — Франческа, фирма «Мелодия»
- 1983 — «Сказание о невидимом граде Китеже и деве Февронии» Н. А. Римского-Корсакова, дирижёр Е. Ф. Светланов — Феврония, фирма «Мелодия»
- 1984 — 14-я симфония Д. Д. Шостаковича, дирижёр Г. Н. Рождественский, фирма «Мелодия»
- 1987 — «Игрок» С. С. Прокофьева, дирижёр А. Н. Лазарев — Полина, фирма «Мелодия»
- 1989 — «Млада» Н. А. Римского-Корсакова, дирижёр А. Н. Лазарев — Войслава (спектакль Большого театра, VHS)
- 1991 — Романсы П. И. Чайковского, партия фортепиано Л. А. Могилевской, фирма «Мелодия»
- 2002 — Симфонии. С. Прокофьев, К. Дебюсси…(Четырнадцатая симфония Д. Шостаковича), дирижёры А. Лазарев/ А. Зедда, EMI Classics
- Шесть дуэтов П. И. Чайковского, М. Касрашвили с И. Архиповой (меццо-сопрано), партия фортепиано Н. Разсудова, фирма «Мелодия»
- «Сатиры» на стихи С. Чёрного, Д. Шостаковича, фирма «Мелодия».

## Интересные факты
- В 1969 году М. Касрашвили исполняла в театре «Гранд-опера» партию Татьяны Лариной в «Евгении Онегине» П. И. Чайковского во время гастролей Большого театра во Франции. Когда парижские гастроли Большого театра повторились в 2008 году, она исполняла в той же опере партию Лариной-старшей.
- В декабре 1993 года с М. Касрашвили произошёл несчастный случай во время спектакля «Орлеанская дева» П. И. Чайковского, где она исполняла партию Иоанны. В финальной сцене казни Иоанны Маквалу, привязанную к столбу, в клубах дыма поднимали на платформе при помощи четырёх цепей. Очевидно, по недосмотру монтировщиков, одна из цепей отстегнулась от платформы и с высоты 6-7 метров певица упала на сцену, получив сложный перелом правой руки.